# توماس ديكر (دراج)
توماس ديكر (بالهولندية: Thomas Dekker) مواليد 6 سبتمبر 1984 في شمال-هولندا، هو دراج هولندي في صنف سباق الدراجات على الطريق. شارك في دورة الألعاب الأولمبية الصيفية.

## سجل النتائج

### سباقات أو مراحل فاز بها
- بطولة العالم لسباق الدراجات على الطريق
- طواف سويسرا

## روابط خارجية
- توماس ديكر على موقع الاتحاد الدولي للدراجات (الإنجليزية)
- توماس ديكر على موقع أرشيف الدراجات (الإنجليزية)
- توماس ديكر على موقع إحصائيات الدراجات الإحترافية (الإنجليزية)
- توماس ديكر على موقع نسبة الدراجات (الإنجليزية)
- توماس ديكر على موقع CycleBase (الإنجليزية)
- توماس ديكر على موقع أوليمبيديا (الإنجليزية)